# Dragan Marković (političar)
Dragan Marković zvani Palma (Končarevo, 2. svibnja 1960. – Zemun, 22. studenoga 2024.), bio je srbijanski političar, predsjednik Skupštine grada Jagodine i gradonačelnik Jagodine. 
Nadimak je dobio je po prijevozničko-trgovinskom poduzeću Palma čiji je bio vlasnik. Kasnije je osnovao i televiziju Palma Plus koja pokriva dvije trećine prostora Republike Srbije. Markovićeva kompanija zapošljava više od 100 radnika. Proglašen je za najboljeg menadžera i poduzetnika u Srbiji 1995. godine.
Ima srednjoškolsko obrazovanje. U politički život uključio se 1993. godine kad je sa Željkom Ražnatovićem – Arkanom i Borislavom Pelevićem osnovao Stranku srpskog jedinstva. Nakon Arkanovog ubojstva stranku su vodili Borislav Pelević i Dragan Marković. Marković se s pristašama odvojio od SSJ 15. veljače 2004. godine i u Jagodini osnovao novu stranku, Jedinstvena Srbija, koja je osvojila najviše glasova u Jagodini i Pomoravlju. Od 2004. do 2012. godine bio je gradonačelnik grada Jagodine. Za njegova mandata grad Jagodina doživljava velike ekonomske promjene, dobila je prvi zoološki vrt i akvapark. Na parlamentarnim izborima 2007. godine Markovićeva stranka Jedinstvena Srbija ušla je u koaliciju s Demokratskom strankom Srbije i Novom Srbijom i osvojila dva zastupnička mjesta. 
Zbog javnih izjava protiv LGBT populacije protiv Markovića je Prvi osnovni sud u Beogradu studenoga 2011. godine donio presudu za teški oblik diskriminacije, definiran kao izazivanje i poticanje neravnopravnosti, mržnje i netrpeljivosti na osnovi seksualne orijentacije.